# Општина Мозирје
Општина Мозирје (словен. Mozirje) је једна од општина Савињске регије у држави Словенији. Седиште општине је истоимени градић Мозирје.

## Природне одлике
Рељеф: Општина Мозирје налази се у северном делу Словеније, у крајње југозападном делу покрајине Штајерска. Средишњи део општине је долина реке Савиње у средњем делу њеног тока. Северно од долине уздижу се брда и планине Савињских Алпа, а јужно се уздиже планина Страдовник.
Клима: У нижем делу општине влада умерено континентална клима, док у вишем делу влада њена оштрија, планинска варијанта.
Воде: Најважнији водоток у општини је река Савиња. Сви остали водотоци су мали и њене су притоке.

## Становништво
Општина Мозирје је средње густо насељена.

## Насеља општине
- Брезје
- Добровље при Мозирју
- Лепа Њива
- Локе при Мозирју
- Љубија
- Мозирје
- Радегунда
- Шмихел над Мозирјем